# Aprília
Aprília (em italiano: Aprilia) é uma comuna italiana da região do Lácio, província de Latina, com cerca de 58.796 2002 habitantes. Estende-se por uma área de 177,70 km², tendo uma densidade populacional de 319 hab/km². Faz limites com Anzio (RM), Ardea (RM), Arícia (RM), Cisterna di Latina, Lanúvio (RM), Latina, Nettuno (RM), Velletri (RM).

## Demografia
| Variação demográfica do município entre 1861 e 2011                               |
|                                                                                   |
| Fonte: Istituto Nazionale di Statistica (ISTAT) - Elaboração gráfica da Wikipedia |